# Lion-en-Sullias
Lion-en-Sullias település Franciaországban, Loiret megyében. Lakosainak száma 386 fő (2022. január 1.). Lion-en-Sullias Ouzouer-sur-Loire, Dampierre-en-Burly, Saint-Aignan-le-Jaillard, Saint-Florent és Saint-Gondon községekkel határos.

## Népesség
A település népességének változása:
| Lakosok száma | 312  | 352  | 331  | 405  | 396  | 406  | 405  | 398  | 394  | 386  |
|               | 1968 | 1982 | 1990 | 2006 | 2013 | 2015 | 2017 | 2019 | 2020 | 2022 |